# Hilberts elfte problem
Hilberts elfte problem är ett av David Hilbert 23 olösta matematiska problem. Det formulerades år 1900 och handlar om att lösa kvadratiska former med algebraiska koefficienter.